# Foxfire (película)
Foxfire, conocida en España como Jóvenes incomprendidas y en México como Amigas de fuego, es una película de 1996 basada en la novela de Joyce Carol Oates. 

## Sinopsis
Foxfire cuenta la historia de cinco adolescentes que se unen para propinarle una paliza a su maestro de biología, quien se había propasado emocional y físicamente con dos de ellas. 
Maddy Wirtz (Hedy Burress), Rita Faldes (Jenny Lewis), Goldie Goldman (Jenny Shimizu), Violet Kahn (Sarah Rosenberg) y la misteriosa "Legs Sadovsky" (Angelina Jolie), construirán una sólida amistad, pero su lado salvaje comenzará a salirse de control, y una de ellas se convertirá en adicta a la heroína.

## Reparto
- Angelina Jolie - Margaret "Legs" Sadovsky
- Hedy Burress - Madeline "Maddie" Wirtz
- Jenny Lewis - Rita Faldes
- Jenny Shimizu - "Goldie" Goldberg
- Sarah Rosenberg - Violet Kahn
- Michelle Brookhurst - Cindy